# Resolució 1159 del Consell de Seguretat de les Nacions Unides
La Resolució 1159 del Consell de Seguretat de les Nacions Unides fou adoptada per unanimitat el 27 de març de 1998. Després de reafirmar les resolucions 1125 (1997), 1136 (1997), 1152 (1998) i 1155 (1998) sobre la situació a la República Centreafricana, el Consell va establir la Missió de les Nacions Unides a la República Centreafricana (MINURCA).
La missió de supervisió MISAB dels països africans va ser elogiada pel Consell de Seguretat per les seves contribucions per estabilitzar la República Centreafricana, inclosa la rendició d'armes. També va destacar la necessitat de totes les parts als acords de Bangui d'aplicar-los plenament i preparar-se per a les eleccions programades per a agost o setembre de 1998.
El Consell va acollir amb beneplàcit els progressos realitzats per les autoritats de l'Àfrica Central per a la reconciliació nacional i va demanar l'aplicació dels acords. Els països que participen en el MISAB van ser autoritzats pel Capítol VII de la Carta de les Nacions Unides a continuar garantint la seguretat i llibertat de moviment del seu personal. A més, es va demanar a tots els països, organitzacions internacionals i institucions financeres que ajudessin al desenvolupament de la República Centreafricana després del conflicte.
La MINURCA es va establir amb un mandat a partir del 15 d'abril de 1998 i un component militar de fins a 1.350 persones. Se li va indicar:
(a) garantir la seguretat i l'estabilitat dins i al voltant de la capital, Bangui;
(b) ajudar les forces de seguretat nacionals amb l'aplicació de la llei;
(c) supervisar el desarmament;
(d) garantir la seguretat i la llibertat de circulació del personal de les Nacions Unides;
(e) ajudar en la formació i la reestructuració de la policia nacional;
(f) brindar assessorament i assistència tècnica durant el procés electoral.
El mandat inicial de MINURCA duraria tres mesos fins al 15 de juliol de 1998 i estaria encapçalada per un Representant Especial del Secretari General. El Secretari General Kofi Annan, que havia establert un fons fiduciari per finançar l'operació, es va encaminar a mantenir informat el Consell i presentar un informe abans del 20 de juny de 1998 sobre el mandat de la MINURCA i la implementació de la resolució actual. Finalment, es va demanar a la República Centreafricana que conclogués un Acord d'Estatut de Forces amb el secretari general abans del 25 d'abril de 1998.